# Ole John Povlsen
Ole John Povlsen, auch Ole John (* 15. Oktober 1939 in Kopenhagen), ist ein dänischer Fotograf, Kameramann, Filmregisseur, Drehbuchautor und Hochschullehrer für Film.

## Leben
Nach Abschluss einer Ausbildung als Porträtfotograf (1960) arbeitete John von 1964 bis 1969 als Journalist für die Zeitung Politiken. Bis 1968 war er Schüler der Danske Filmskole in Kopenhagen, die ihn zum Kameramann ausbildete.
Als Filmemacher produzierte John ab den frühen 1960er Jahren experimentelle Kurz- und Dokumentarfilme, oft in Partnerschaft mit Jørgen Leth, den er etwa 1967 als Kameramann bei dem Kurzfilm Det perfekte menneske (Der perfekte Mensch) unterstützte. 1968 gehörte er zu den Gründern des Filmkollektivs ABCinema, das bis 1970/1971 bestand und auf der Grundlage des Super-8-Filmformats versuchte, mit künstlerischen Mitteln zu einer neuen Filmsprache zu gelangen.
Von 1970 bis 1976 unterrichtete er – zeitweise in interdisziplinärem Verbund mit den Klassen anderer Lehrer – eine Klasse für Film an der Kunstakademie Düsseldorf. Dort gehörten Robert Hartmann, Astrid Heibach, Candida Höfer, Hartmut Kaminski, Erinna König und Katharina Sieverding zu seinen Schülern. Mit einem Schülerkreis um Kaminiski gründete er 1971 die Filmgruppe Düsseldorf. 1976 ging daraus die Filmwerkstatt Düsseldorf hervor. Auch an der Gründung des Filmforums Düsseldorf war John beteiligt.
In den Jahren 1976 bis 1980 arbeitete er als Programmdirektor bei Det Danske Filmværksted. Von 1977 bis 1984 war er Vorsitzender der Gesellschaft dänischer Filmproduzenten. 1978 gründete er mit Jørgen Leth die Firma John & Leth Film, 1984 die Firma Ole John Film. In den Jahren 1987 bis 1992 war er Mitgründer und Direktor von Penta Film. Von 1987 bis 1991 saß er im Vorstand des Dänischen Filminstituts. 1992 schloss er ein postgraduales Studium an der European Audiovisual Entrepreneurs (EAVE) ab. In deren Vorstand wirkte er von 1998 bis 2005. 2010 nahm er an der Cass Film Business School in London teil. Von 1994 bis 2012 bekleidete er weitere Funktionen im Bereich der Förderung des Dänischen Films. An verschiedenen Filmhochschulen gab er Gastvorlesungen, so auch an der Deutschen Film- und Fernsehakademie Berlin.
Im Rückblick auf die dänische Filmavantgarde der Jahre 1968 bis 1971 gab er 2013 mit eigenen und Beiträgen von Per Kirkeby, Jørgen Leth, Bjørn Nørgaard, Kristen Bjørnkjær sowie Allan de Waal, Tania Ørum, Niels Skousen und Peter Thorsboe die Schrift Øjeblikkets foranderlige skønhed. ABCinema og filmoprøret i Danmark 1968–71 heraus.

## Filmografie (Auswahl)
- 1963: Stop for Bud (auch Stopforbud), Kurzfilm, Filmporträt des Jazzpianisten Bud Powell (mit Jørgen Leth, Jens Jørgen Thorsen und Dexter Gordon als Kommentator)
- 1965: Se frem trem en tryg tid, Experimentalfilm (mit Jørgen Leth)
- 1966: Forlovelse, Kurzfilm (mit Jørgen Ekberg)
- 1966: Magasin, Kurzfilm (mit Edward Fleming)
- 1967: Det blå billede, Kurzfilm (mit Majken Algren Nielsen)
- 1967: Det perfekte menneske (Der perfekte Mensch), Kurzfilm (mit Jørgen Leth), durch Lars von Trier fortentwickelt zu De fem benspænd (2003)
- 1967: Episode, Kurzfilm (mit Jørgen Ekberg)
- 1967: En revolutionær i et velfærdssamfund, Kurzfilm (mit John Ernst)
- 1967: Episoder, Experimentalfilm (mit Jørgen Ekberg)
- 1968: Ofelias blomster, Experimentalfilm (mit Jørgen Leth)
- 1968: Nær himlen, nær jorden, Experimentalfilm über Hippies in Nepal (mit Jørgen Leth)
- 1969: Albert Dam, Dokumentarfilm (mit Vagn Lundbye)
- 1969: Krag-filmen, Experimentalfilm, Filmporträt des Politikers Jens Otto Krag (mit Jørgen Leth)
- 1969: Dyrehavefilmen, Experimentalfilm (mit Jørgen Leth)
- 1969: Rødovrefilmen, Experimentalfilm (mit Jørgen Leth)
- 1970: Kærlighed, Experimentalfilm (mit Peter Thorsboe)
- 1970: Frændeløs, Kurzfilm (mit Allan de Waal, Bjørn Nørgaard, Per Kirkeby, Jørgen Leth, Vagn Lundbye, Peter Louis-Jensen und Lene Adler Petersen)
- 1970: Motion Picture, Experimentalfilm mit Aufnahmen, die 1969 von dem Tennisspieler Torben Ulrich entstanden waren (mit Jørgen Leth)
- 1970: Transsibirische Bahn, Kurzfilm über eine gleichnamige, zwischen 1961 und 1969 entstandene Installation von Joseph Beuys sowie eine gleichnamige Aktion, die Beuys im Februar 1970 anlässlich seiner Ausstellung „Tabernakel“ im Louisiana Museum of Modern Art in Humlebæk ausführte[7][8][9]
- 1971: Eftersøgningen, kollektiver Experimentalfilm über ein Zeltlager von Mitgliedern der Gruppe ABCinema in Randbøl Hede im Sommer 1969 (mit Jørgen Leth)
- 1972: Indeni, Experimentalfilm
- 1973/1974: Wenn du erst mal drin bist (Når først du er i det), Dokumentarfilm über das Leben des Bergmanns Siegfried Frenzel (mit Hartmut Kaminski)
- 1975: O – mit dem Mund gemalt, Kurzfilm
- 1977: En bil, Dokumentarfilm über die Herstellung eines Autos (mit Hartmut Kaminski)
- 1978: Konservatoriet, Dokumentarfilm über Klassisches Ballett
- 1979: Peter Martins – en danser, Filmporträt über Peter Martins und seine Arbeit beim New York City Ballet (mit Jørgen Leth)
- 1979: At danse Bournonville, Dokumentarfilm über August Bournonville (mit Jørgen Leth)
- 1982: 66 scener fra America, Reisefilm, u. a. über Andy Warhol (mit Jørgen Leth)
- 1982: Gadeartister i New York, Dokumentarfilm über New Yorker Straßenkünstler (mit Jørgen Leth)
- 1983: Pelota, Dokumentarfilm über das Spiel Pelota (mit Jørgen Leth, Klaus Rifbjerg, Ebbe Traberg und Ennio Morricone)
- 1984: Snehvide – en ballet af Else Knipschildt, Kurzfilm über ein Kinderballett nach Grimms Märchen Schneewittchen, das von der Choreografin Else Knipschildt inszeniert wurde (mit Lars Brydesen)
- 1985: Totem, Dokumentarfilm über das Punk-Milieu in Kopenhagen (mit Claus Bohm)
- 1985: Niels Bohr, Porträtfilm über den Atomphysiker Niels Bohr
- 1990: Songs of Norway, Experimentalfilm (mit Laurie Grundt)
- 1991: Den guddommelige vind, Dokumentarfilm über alternative Energiequellen in Indien
- 1991: Rejse i det indre univers, Dokumentarfilm über einen psychotherapeutischen Prozess (mit Ole Vedfelt)
- 1994: Ord, Dokumentarfilm über die Meinungsfreiheit im 20. Jahrhundert (mit Jens Loftager)
- 2007: Monument, Experimentalfilm auf der Grundlage von Vorarbeiten zu Motion Picture (mit Jørgen Leth)

## Auszeichnungen
- 2009: Ehrenpreis der dänischen Filmakademie